# DNA nhân

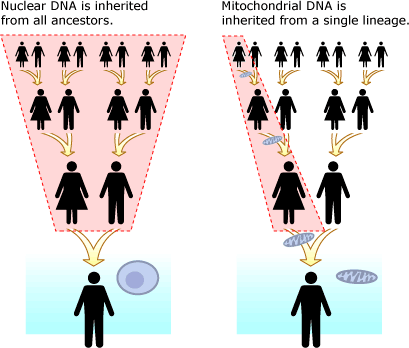
Phân biệt cơ chế di truyền DNA nhân với DNA ty thể. Sơ đồ trái: DNA nhân truyền theo các quy luật di truyền nhiễm sắc thể. Sơ đồ phải: DNA ty thể truyền theo phương thức di truyền ngoài nhân.

DNA nhân là DNA nằm trong nhân tế bào của sinh vật nhân thực. Đây là khái niệm dịch từ tiếng Anh nuclear DNA (viết tắt là nDNA) dùng để chỉ một hay tất cả phân tử DNA chứa trong nhân tế bào, phân biệt với DNA ở ngoài nhân gồm DNA nằm trong ty thể và trong lạp thể.

## Tổng quan
Tập hợp các DNA nhân chứa thông tin di truyền của hầu hết bộ gen của tế bào nhân thực.
Các phân tử DNA nhân mang mật mã di truyền, nhưng lại kết hợp với protein, bị "đóng gói" trong nhiễm sắc thể, trong khi DNA ngoài nhân là dạng DNA trần.
Mỗi phân tử DNA nhân là DNA ở dạng tuyến tính (dạng mạch thẳng), có đầu mút, trong khi DNA ngoài nhân là dạng DNA vòng.

## Đặc điểm cơ bản
| DNA nhân ở người được hiển thị bằng ký hiệu nhiễm sắc thể theo Dự án hệ gen người (1990–2003) | DNA nhân ở người được hiển thị bằng ký hiệu nhiễm sắc thể theo Dự án hệ gen người (1990–2003) | DNA nhân ở người được hiển thị bằng ký hiệu nhiễm sắc thể theo Dự án hệ gen người (1990–2003) | DNA nhân ở người được hiển thị bằng ký hiệu nhiễm sắc thể theo Dự án hệ gen người (1990–2003) | DNA nhân ở người được hiển thị bằng ký hiệu nhiễm sắc thể theo Dự án hệ gen người (1990–2003) | DNA nhân ở người được hiển thị bằng ký hiệu nhiễm sắc thể theo Dự án hệ gen người (1990–2003) | DNA nhân ở người được hiển thị bằng ký hiệu nhiễm sắc thể theo Dự án hệ gen người (1990–2003) | DNA nhân ở người được hiển thị bằng ký hiệu nhiễm sắc thể theo Dự án hệ gen người (1990–2003) | DNA nhân ở người được hiển thị bằng ký hiệu nhiễm sắc thể theo Dự án hệ gen người (1990–2003) | DNA nhân ở người được hiển thị bằng ký hiệu nhiễm sắc thể theo Dự án hệ gen người (1990–2003) | DNA nhân ở người được hiển thị bằng ký hiệu nhiễm sắc thể theo Dự án hệ gen người (1990–2003) | DNA nhân ở người được hiển thị bằng ký hiệu nhiễm sắc thể theo Dự án hệ gen người (1990–2003) | DNA nhân ở người được hiển thị bằng ký hiệu nhiễm sắc thể theo Dự án hệ gen người (1990–2003) | DNA nhân ở người được hiển thị bằng ký hiệu nhiễm sắc thể theo Dự án hệ gen người (1990–2003) | DNA nhân ở người được hiển thị bằng ký hiệu nhiễm sắc thể theo Dự án hệ gen người (1990–2003) | DNA nhân ở người được hiển thị bằng ký hiệu nhiễm sắc thể theo Dự án hệ gen người (1990–2003) | DNA nhân ở người được hiển thị bằng ký hiệu nhiễm sắc thể theo Dự án hệ gen người (1990–2003) | DNA nhân ở người được hiển thị bằng ký hiệu nhiễm sắc thể theo Dự án hệ gen người (1990–2003) | DNA nhân ở người được hiển thị bằng ký hiệu nhiễm sắc thể theo Dự án hệ gen người (1990–2003) | DNA nhân ở người được hiển thị bằng ký hiệu nhiễm sắc thể theo Dự án hệ gen người (1990–2003) | DNA nhân ở người được hiển thị bằng ký hiệu nhiễm sắc thể theo Dự án hệ gen người (1990–2003) | DNA nhân ở người được hiển thị bằng ký hiệu nhiễm sắc thể theo Dự án hệ gen người (1990–2003) | DNA nhân ở người được hiển thị bằng ký hiệu nhiễm sắc thể theo Dự án hệ gen người (1990–2003) | DNA nhân ở người được hiển thị bằng ký hiệu nhiễm sắc thể theo Dự án hệ gen người (1990–2003) |
| --------------------------------------------------------------------------------------------- | --------------------------------------------------------------------------------------------- | --------------------------------------------------------------------------------------------- | --------------------------------------------------------------------------------------------- | --------------------------------------------------------------------------------------------- | --------------------------------------------------------------------------------------------- | --------------------------------------------------------------------------------------------- | --------------------------------------------------------------------------------------------- | --------------------------------------------------------------------------------------------- | --------------------------------------------------------------------------------------------- | --------------------------------------------------------------------------------------------- | --------------------------------------------------------------------------------------------- | --------------------------------------------------------------------------------------------- | --------------------------------------------------------------------------------------------- | --------------------------------------------------------------------------------------------- | --------------------------------------------------------------------------------------------- | --------------------------------------------------------------------------------------------- | --------------------------------------------------------------------------------------------- | --------------------------------------------------------------------------------------------- | --------------------------------------------------------------------------------------------- | --------------------------------------------------------------------------------------------- | --------------------------------------------------------------------------------------------- | --------------------------------------------------------------------------------------------- | --------------------------------------------------------------------------------------------- |
|                                                                                               |                                                                                               |                                                                                               |                                                                                               |                                                                                               |                                                                                               |                                                                                               |                                                                                               |                                                                                               |                                                                                               |                                                                                               |                                                                                               |                                                                                               |                                                                                               |                                                                                               |                                                                                               |                                                                                               |                                                                                               |                                                                                               |                                                                                               |                                                                                               |                                                                                               |                                                                                               |                                                                                               |
| Autosome 1—22                                                                                 | Autosome 1—22                                                                                 | Autosome 1—22                                                                                 | Autosome 1—22                                                                                 | Autosome 1—22                                                                                 | Autosome 1—22                                                                                 | Autosome 1—22                                                                                 | Autosome 1—22                                                                                 | Autosome 1—22                                                                                 | Autosome 1—22                                                                                 | Autosome 1—22                                                                                 | Autosome 1—22                                                                                 | Autosome 1—22                                                                                 | Autosome 1—22                                                                                 | Autosome 1—22                                                                                 | Autosome 1—22                                                                                 | Autosome 1—22                                                                                 | Autosome 1—22                                                                                 | Autosome 1—22                                                                                 | Autosome 1—22                                                                                 | Autosome 1—22                                                                                 | Autosome 1—22                                                                                 | X                                                                                             | Y                                                                                             |